# HD 16004
HD 16004，又名BD+39 573，SAO 55680、HR 746，是一颗恒星，视星等为6.36，位于銀經143.84，銀緯-18.95，其B1900.0坐标为赤經2h 29m 12.5s，赤緯+39° -18.95′ 37″。